# Albertina Kassoma
Albertina da Cruz Kassoma (ortografiat și Albertina Cassoma; n. 12 iunie 1996, în Praia, Republica Capului Verde) este o handbalistă angoleză care joacă pe postul de pivot pentru clubul românesc CS Rapid București și pentru echipa națională a Angolei. Anterior, ea a evoluat la CD 1º de Agosto și în sezonul 2020-2021 la CS Rapid București.
Kassoma a reprezentat Angola la Campionatele Mondiale din 2013, 2017 și 2019 și la Jocurile Olimpice din 2016 și Jocurile Olimpice din 2020.
În 2018 a fost desemnată cea mai bună jucătoare de la Campionatul African.

## Palmares
- Jocurile Africane:
  -  Câștigătoare: 2019

- Campionatul African:
  -  Câștigătoare: 2016, 2018

- Trofeul Carpați:
  -  Câștigătoare: 2019[3][15]

- Super Globe IHF:
  -  Câștigătoare: 2019

- Liga Campionilor:
  - Sfertfinalistă: 2023

- Liga Națională:
  -  Medalie de argint: 2023, 2024

- Supercupa României:
  -  Medalie de argint: 2023

## Palmares individual
- Cea mai bună jucătoare (MVP) de la Campionatul African: 2018
- Cea mai bună apărătoare de la Trofeul Carpați: 2019[3]